# Abby Travis
Abby Travis (Los Angeles, 10 november 1969) is een Amerikaans muzikant.
Haar eerste soloplaat werd uitgebracht onder de artiestennaam The Abby Travis Foundation, later werk bracht ze uit onder haar eigen naam.

## Discografie
- The Abby Travis Foundation, 1997
- Cutthroat Standars & Black Pop, 2000
- Glitter Mouth, 2006
- IV, 2012[2]